# Lenacapavir
O Lenacapavir, vendido sob o nome comercial de Sunlenca e desenvolvido pela Gilead Sciences, é um medicamento antirretroviral usado no tratamento de HIV/AIDS.
O Lenacapavir é o primeiro de uma nova classe de medicamentos chamados inibidores do capsídeo a ser aprovado pela Food and Drug Administration (FDA) para o tratamento do HIV/AIDS. O Lenacapavir atua bloqueando o capsídeo viral do HIV-1, interferindo nas etapas essenciais do ciclo de vida do vírus. A FDA o considera um medicamento de primeira linha.
O medicamento foi aprovado para uso médico na União Europeia em agosto de 2022, no Canadá em novembro de 2022 e nos Estados Unidos em dezembro de 2022.

## Uso medicinal
O Lenacapavir, em combinação com outros medicamentos antirretrovirais, é indicado para o tratamento de HIV/AIDS.
É tomado por via oral ou por injeção subcutânea e os efeitos colaterais mais comuns incluem reações no local da injeção e náusea.

## Histórico
O Lenacapavir está sendo desenvolvido pela Gilead Sciences e, em 2021, estava em testes clínicos de fase II/III. Está sendo investigado como tratamento para pacientes com HIV infectados com vírus multirresistente e como injetável duas vezes por ano para profilaxia pré-exposição (PrEP).
A segurança e a eficácia do Lenacapavir foram estabelecidas por meio de um estudo clínico multicêntrico com 72 participantes cujas infecções por HIV eram resistentes a várias classes de medicamentos para HIV. Esses participantes precisavam ter altos níveis de vírus no sangue, apesar de estarem tomando medicamentos antirretrovirais. Os participantes foram incluídos em um de dois grupos de estudo. Um dos grupos foi randomizado para receber Lenacapavir ou placebo de forma duplo-cega, e o outro grupo recebeu Lenacapavir sem rótulo. A medida primária de eficácia foi a proporção de participantes do grupo de estudo randomizado que alcançou um determinado nível de redução do vírus durante os 14 dias iniciais em comparação com a linha de base.
A FDA concedeu ao pedido de Lenacapavir as designações de revisão prioritária, via rápida e terapia inovadora. A FDA concedeu a aprovação do Sunlenca à Gilead Sciences.

## Sociedade e cultura

### Status legal
Em 23 de junho de 2022, o Comitê de Medicamentos para Uso Humano (CHMP) da Agência Europeia de Medicamentos (EMA) adotou um parecer positivo, recomendando a concessão de uma autorização de comercialização para o medicamento Sunlenca, destinado ao tratamento de adultos com infecção pelo vírus da imunodeficiência humana multirresistente tipo 1 (HIV-1). O requerente desse medicamento é a Gilead Sciences Ireland UC.
O medicamento foi aprovado para uso médico na União Europeia em agosto de 2022, no Canadá em novembro de 2022 e nos Estados Unidos em dezembro de 2022.

### No Brasil
O Estudo PURPOSE 2, que testa a nova droga para a PrEP, está sendo realizado em algumas cidades brasileiras.